# セントラルゴルフクラブ
セントラルゴルフクラブ（Central Golf Club）は、 茨城県行方市麻生に広がるゴルフ場である。

## 概要
セントラルゴルフクラブは、1974年（昭和49年）4月20日、西野商事グループによって開場され、その後、アコーディア・ゴルフグループの「アコーディア・ゴルフ・アセット合同会社」によって運営されている。コース設計は西野譲介が行い、施工は大之木建設株式会社が行った。コースは、松、白樺などに囲まれた丘陵コースで、東コースは、フェアウエイも広くゆったりしているが微妙なアンジュレーションがあり、クロスバンカーがきいている。西コースは、打ち上げや打ち下ろしがあり距離がつかみにくく、池越やドッグレッグがあり戦略的なコースである。
セントラルゴルフクラブは、日本プロゴルフ選手権大会、日本オープンゴルフ選手権競技大会、関東オープンゴルフ選手権競技大会、日本プロゴルフシニア選手権大会、日本アマチュアゴルフ選手権競技大会、日本学生ゴルフ選手権競技大会など、プロ・アマの公式戦の開催実績がある。

## 所在地
〒311-3832 茨城県行方市麻生2196番地

## コース情報
- 開場日 - 1974年4月20日
- 設計者 - 西野 譲介
- 面積 -1,980,000 m2（約59.8万坪）
- コースタイプ - 丘陵コース
- コース - 36ホールズ、パー146、14,391ヤード、コースレート 東コース73.8、西コース73.5
- グリーン - 2グリーン、ベント（ペンクロス）
- フェアウエイ - コーライ
- ラフ - 野芝
- ハザード - バンカー139、池が絡むホール16
- プレースタイル - 乗用カート(5人乗り)自走式
- 練習場 - 23打席 240ヤード
- 休場日 - 毎週火曜日、12月31日、1月1日[2][3]

## クラブ情報
- ハウス面積 - 7,590m2（2,295.9坪）
- ハウス設計 - 太田 康久
- ハウス施工 - 大之木建設株式会社[2]

## ギャラリー
- コース - 「セントラルゴルフクラブ」、ギャラリー

## 交通アクセス
- 鉄道 - 成田線（JR東日本） - 佐原駅よりタクシー利用 約30分
- 道路 - 東関東自動車道 - 大栄ICより 20km、約35分、潮来ICより 約20分[4][5]

## メジャー選手権
- 1974年（昭和49年） - 第39回 日本オープンゴルフ選手権競技大会開催[6]
- 1976年（昭和51年） - 第41回 日本オープンゴルフ選手権競技大会開催[6]
- 1985年（昭和60年） - 第53回 日本プロゴルフ選手権大会開催[7]
- 1997年（平成9年） - 第65回 日本プロゴルフ選手権大会開催[7]

## 関連文献
- 『航空写真集茨城県』、「セントラルゴルフクラブ」、水戸 茨城新聞社、1983年8月、2020年7月24日閲覧
- 『月刊ゴルフマネジメント12月19(171)』、 「日本オープン物語 表紙・セントラルゴルフクラブ」、東京 一季出版、1998年12月、2020年7月24日閲覧
- 『ゴルフ場ガイド 東版』2006-2007、「セントラルゴルフクラブ（茨城県）」、東京 ゴルフダイジェスト社、2006年5月、2020年7月24日閲覧